# Земледельческий переулок (Москва)
Земледе́льческий переу́лок — улица в центре Москвы в Хамовниках между улицей Бурденко и Ружейным переулком. Здесь находятся здание Дома культуры «Александровский», где располагается Дважды краснознаменного академического ансамбля песни и пляски Российской армии имени А. В. Александрова, и посольство Бангладеш.

## История
До 1922 года назывался Большой Трубный переулок (а нынешний Серпов переулок был Малым Трубным). Есть предположение, что это название переулки получили по проживавшим здесь в XVII веке музыкантам-трубачам. Переименованы для избежания путаницы с названием близ расположенной Трубной площади. Земледельческий переулок назван по находившейся здесь в XIX веке Земледельческой школе Московского общества сельского хозяйства, основанной в 1820 году.

## Описание
Земледельческий переулок начинается от улицы Бурденко, проходит на север параллельно Плющихе, пересекает 1-й Неопалимовский переулок и выходит на Ружейный переулок, где заканчивается.

## Здания и сооружения

### По нечётной стороне
- № 5 — доходный дом А. Т. Лобазова (1901—1902, архитектор И. П. Машков), сохранился частично.
- № 9 — жилой дом. Здесь в 1879—1882 годах жил художник И. Е. Репин (мемориальная доска, 1969, скульптор С. Я. Ковнер, архитектор И. А. Покровский). Доктор исторических наук Пётр Сытин и биограф Репина Владимир Москвинов утверждали, что картина «Перед исповедью» Ильи Репина полностью была выполнена на квартире художника в Большом Трубном (Земледельческом) переулке[1][2].
- № 9 стр. 2 — музей «Творческое наследие академика Юрия Орехова», фонд содействия скульпторам России «Скульптор».

### По чётной стороне
- № 6 — Посольство Бангладеш в России.
- № 12 — театральные мастерские «Детская мода и театр».
- № 12, стр. 1 — Хамовнический мировой судья Судебного участка № 364 района Хамовники.
- № 14/17 стр. 1 — Федеральный депозитный банк.
- № 16/13 — доходный дом (1910, архитектор М. А. Мухин[3]).
- № 20 — конюшня Земледельческой школы (1901, архитектор Н. Д. Струков). Ныне в здании размещается Академический ансамбль песни и пляски Российской армии имени А. В. Александрова.

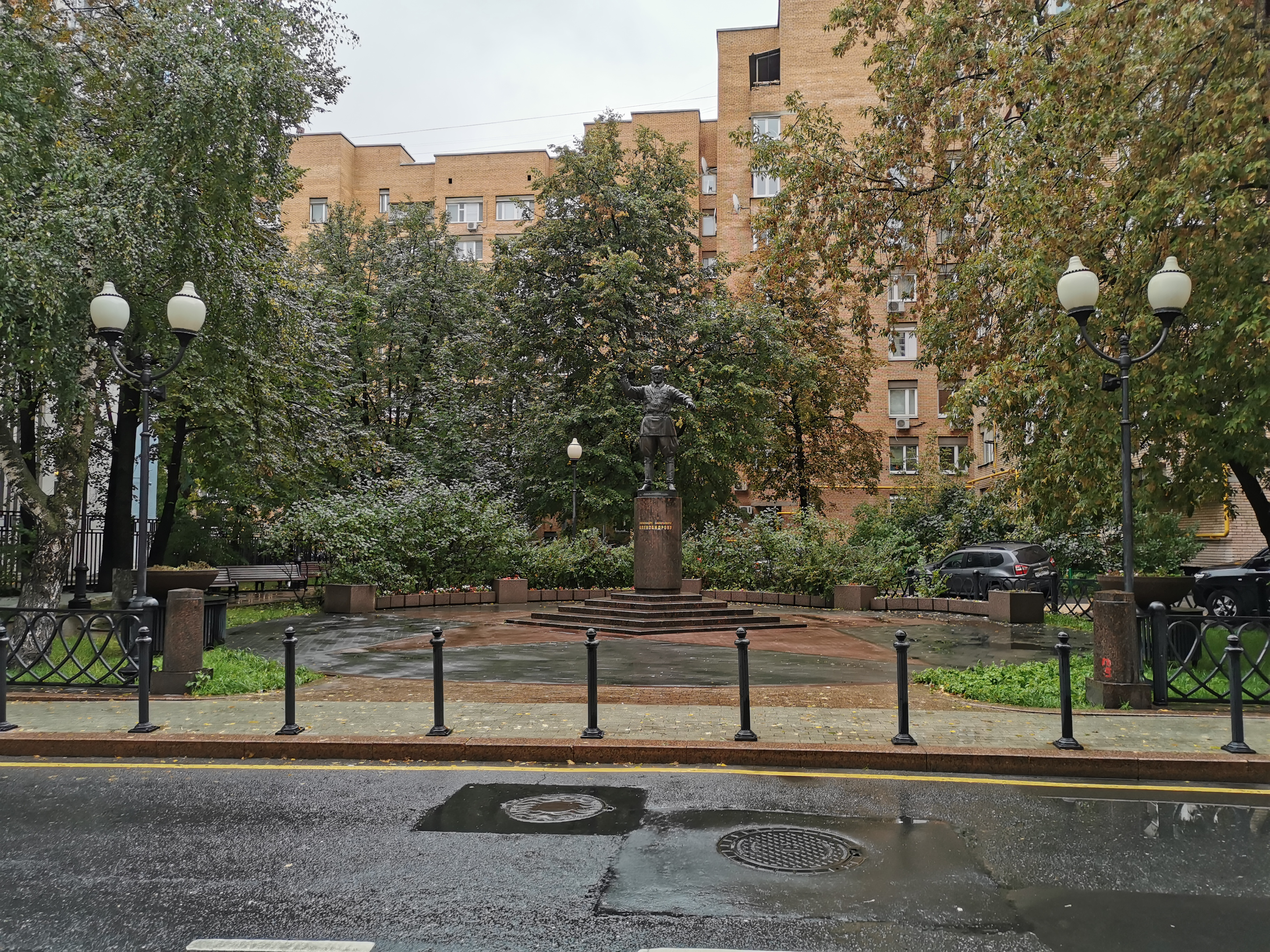
Памятник Александрову А.В.

- № 20 стр. 1,  памятник архитектуры (региональный) — Земледельческое училище, здание начала XX века (1902). Среди особенностей строения: центральный ризалит, междуэтажный профилированный карниз, на первом этаже — узкие окна-бойницы, на втором — ряд арочных окон с полуколонками.
- № 20А — Межрегиональное военно-охотничье общество Общероссийской спортивной общественной организации; Межрегиональный клуб охотничьего собаководства.